# نیکول هرشل
نیکول هرشل (انگلیسی: Nicole Herschmann؛ زادهٔ ۲۷ اکتبر ۱۹۷۵) ورزشکار دو و میدانی اهل آلمان است.